# 約克教省
約克教省（Province of York）是英格蘭教會的兩個教省之一，另一個是坎特伯雷教省。它管轄著英格蘭北部和曼島的12個主教區。其都主教為約克大主教（735年建立）。